# Piper entradense
Piper entradense är en pepparväxtart som beskrevs av Trel. & Yunck.. Piper entradense ingår i släktet Piper och familjen pepparväxter. Inga underarter finns listade i Catalogue of Life.